# Обережно — нерви!
«Обережно — нерви!» — анімаційний фільм 1975 року Творчого об'єднання художньої мультиплікації студії Київнаукфільм, режисер — Євген Сивокінь.

## Над мультфільмом працювали
- Автор сценарію: М. Рибалко
- Режисер: Євген Сивокінь
- Художники-постановники: А Корольов, Євген Сивокінь
- Композитор: Яків Лапинський
- Оператор: Анатолій Гаврилов
- Звукорежисер: Ігор Погон
- Редактор: Світлана Куценко
- Директор	картини:Іван Мазепа